# Siu lam juk kau
Siu lam juk kau (en cantonés: 少林足球; titulada Shaolin Soccer en España y Latinoamérica, y Fútbol Kung Fu en Argentina) es una película hongkonesa de comedia, fútbol y artes marciales protagonizada y dirigida por Stephen Chow, a quien le dio fama como director. Chow admitió haberse inspirado en la serie Captain Tsubasa para el argumento del filme.

## Argumento
La película comienza con dos futbolistas del mismo equipo que están a punto de jugar a los penales de la final del torneo de China, Fung (Ng Man-Tat) y Hung, Fung es pierna dorada, la estrella del equipo y Hung le intenta sobornar para que falle el penalti que está a punto de lanzar para llevarse los dos una importante comisión, al principio Fung, envanecido por su popularidad, se niega y humilla a Hung; pero al final acaba aceptando, Fung va a lanzar el penalti, todo el mundo está seguro de que lo va a meter pero lo manda alto, su equipo pierde el torneo y los aficionados enfadados asaltan el campo, le dan una paliza y le rompen una pierna acabando así con su carrera. 
Han pasado 20 años y mientras Hung se ha convertido en el dueño del equipo más potente, Fung es un viejo lisiado y alcohólico que Hung cuida para que no revele lo sucedido hace 20 años, manteniéndolo a su merced bajo la promesa de nombrarlo entrenador de un equipo y así recuperar su gloria preparándolos como campeones. Finalmente Hung, creyendo que nadie va a hacer caso a un viejo lisiado, lo echa; Fung, decepcionado, conoce en las calles a Sing (Stephen Chow) que es un chico indigente experto en Kung fu Shaolin apodado "Pierna de Acero", que quiere encontrar la forma de demostrar que el Kung fu no es solo lucha sino una disciplina que puede mejorar la vida cotidiana, pero Fung no le presta mucha atención.
Sing conoce a Mui (Vicky Zhao) una tímida chica que trabaja en una pastelería y en general va muy sucia por lo cubre su cara con el cabello, esta chica es una maestra en Tai Chi y ha encontrado su propia forma de usarlo en la vida cotidiana: en la preparación de sus alimentos. Sing se acerca a ella para comer gratis y como una forma de excusarse le deja sus zapatillas rotas como prenda, aunque la muchacha ha comenzado a sentirse atraída por el y decide excusarlo ante su jefe después que se marcha. 
Sing visita a Fei (Wong Yut Fei) en el restaurante donde trabaja. Sing le llama "Primer hermano mayor" ya que era su superior en el templo shaolin donde entrenaron en su infancia y donde fue conocido como "Cabeza de Hierro", una vez allí le explica que cree poder transmitir el Kung fu cantando a lo que Fei se muestra escéptico ya que se ha desencantado, aunque asegura que no ha abandonado su estilo "Cabeza de Hierro". Sing entiende esto cuando ve que el abusivo jefe de su hermano continuamente le rompe botellas en la cabeza porque esa noche no hay espectáculo, entonces Fei tiene que aceptar la idea de Sing de combinar Kung fu Shaolin con canto y danza, a la noche el espectáculo es tan malo que unos espectadores les dan una paliza a ambos mientras se burlan del Kung Fu.
Al día siguiente Fung ve a Sing desafiando a quienes la noche anterior lo golpearon a él y a su hermano, exigiendo que se disculpen por insultar al Kung fu; Sing dice que no los puede golpear con su Kung fu así que usando un balón de fútbol y sus poderosas piernas los hace volar por los aires. Fung, asombrado, le dice que puede usar su Kung fu para jugar al fútbol, idea que encanta al muchacho. Juntos parten a buscar a los cinco hermanos de Sing también maestros en Shaolin para convencerlos de que formen equipo, Cabeza de hierro Fei le dice que no, porque le ha metido en muchos problemas con su jefe y ha sido degradado a atender los baños. Posteriormente visitan al cuarto hermano "Mano Vacía", experto en técnicas defensa con sus palmas, Fung y Sing le explican que se van a apuntar al torneo de China y el premio es un millón de dólares, por lo que sería útil como portero, sin embargo "Mano Vacía" se ha vuelto holgazán asegurando que lleva 6 meses sin trabajo y que ya no puede usar su mano vacía porque lo olvidó. "Camisa de hierro" el tercer hermano de Sing, que posee un estilo que le permite usar su torso como un escudo impenetrable, se jacta de ser un importante ejecutivo por lo que no se irá a jugar al fútbol, aunque en realidad es solo un oficinista con un pobre salario. "Chaleco Pesado", el sexto hermano, quien poseía un estilo que le permitía controlar su peso y masa corporal, actualmente es un comedor compulsivo que sufre obesidad y se cree incapaz de realizar actividad física. "Pierna de Gancho" el segundo hermano, cuyo estilo le permitía controlar su piernas como si fueran otro par de brazos, dice que ya no puede usar Kung fu. Sing está muy decepcionado porque sus hermanos han olvidado el Kung fu, pero finalmente se reúnen gracias al recuerdo de su época juntos. 
Aunque en un inicio no son más que un grupo de incompetentes sin condición física, Fung enseña las bases a los cinco hermanos mientras que somete a Sing a un entrenamiento que le permite regular el monstruoso poder de sus piernas. Consciente que necesita zapatillas para jugar Sing visita a Mui para recuperar su calzado, esta no solo se lo regresa gratis, sino también lo ha remendado. En poco tiempo los hermanos mejoran bastante, por lo que Fung organiza un partido amistoso contra el equipo de los que golpearon a Sing y Fei, que tiene la fama de ser muy violento y tramposo; en pocos minutos de juego todos los hermanos han sido humillados y apaleados, al punto que cabeza de hierro se somete a todas las humillaciones posibles con tal que sus oponentes le permitan salir del campo. Aunque Sing se queja con Fung, este le explica que intencionalmente escogió a sus oponentes ya que son una prueba para saber si darán la talla para participar en el torneo.
Sorpresivamente algo llama la atención de Sing, la presión y la humillación han llevado a sus hermanos al extremo de despertar nuevamente sus habilidades dormidas y tras retomar el juego la situación se voltea, Cabeza de Hierro domina y cabecea el balón de forma poderosa, Pierna de Gancho controla el balón con sus pies estando de cabeza a velocidades asombrosas, Chaleco Pesado puede reducir su peso a tal punto que recibe pases en alturas imposibles, Camisa de Hierro puede resistir golpes sin sentirlos mientras detiene y dispara el balón con su estómago y Mano Vacía se mueve a tal velocidad que nada puede cruzar la portería. Tras ver sus habilidades el otro equipo se une a ellos y finalmente tienen un equipo completo. Aun así al intentar inscribirse en el torneo, no los dejan ya que los consideran una burla, pero Hung, quien es el organizador, decide aceptarlos y pagar su inscripción, creyendo que solo harán el ridículo. Comienza el torneo y el Shaolin Team empieza a ganar a todo el mundo, hasta que llega a la semifinal, Puma decide patrocinarles y les da nuevo equipamiento, por lo que Sing tira a la basura los zapatos que Mui le remendara. En la celebración de la final, Mui se presenta ante Sing tras haber intentado mejorar su apariencia, pero este la desprecia explicando no solo que no la ve como a una mujer, sino que no la necesita ahora puede comprar todo lo que desee.
Tras ganar la semifinal y el derecho a enfrentar al "Evil Team" de Hung, Sing va a visitar a Mui, pero la dueña del local le explica que la despidió ya que tras ser rechazada su tristeza era tal que afectó su destreza y su comida se había vuelto muy mala, posteriormente había desaparecido sin que nadie supiera donde estaba, el remordimiento de Sing despierta comprendiendo que realmente le duele la partida de la joven y que en realidad la aprecia más de lo que creía.
Llega el día de la final contra el "Evil Team" y Hung nuevamente ofrece a Fung una cantidad importante de dinero a cambio de vender el partido, pero este lo rechaza ya que ahora solo desea lo mejor para sus muchachos. Tras iniciar el partido queda en evidencia que los Evil son un equipo sanguinario y poseen una fuerza y habilidades ante las cuales los Shaolin no son nada; por esto se dedican a cometer faltas al punto que Mano Vacía es sacado en camilla tras intentar detener sus tiros, a pesar de ello el árbitro ignora las descaradas faltas que cometen ya que Hung confiesa que no solo ha comprado a los jueces, también usó drogas ilegales para aumentar la fuerza de sus jugadores y finalmente reconoce que hace veinte años le pago a los espectadores para que lesionaran a Fung; ahora ha ordenado a sus jugadores que solo se dediquen a golpearlos y ganen por un gol al último minuto.
Tras el fin del primer tiempo, entre los lesionados y los que huyeron por miedo, si los Shaolin quedan sin otro un jugador perderán el partido. En el segundo tiempo Camisa de Hierro decide ser portero suplente a pesar que es un suicidio, de todas formas resiste y evita que se abra el marcador hasta pocos minutos del final que logra pasar el balón a Sing para que haga un gol, para su mala suerte este es evitado por el portero contrario y Sing es lesionado en una pierna por las patadas de sus oponentes. Tras un ataque final de los Evil, Camisa de Hierro es sacado en camilla pero logra proteger la portería.
El árbitro advierte que Shaolin pierde por falta de jugadores, pero aparece Mui asegurando ser el portero suplente, Sing le advierte que no juegue ya que es muy peligroso pero ella no le hace caso y tras notar que sus botines se han roto le entrega sus viejas zapatillas que ha convertido en un par de botines de soccer. Mui entra al campo mostrando signos de torpeza, tanto que se equivoca de portería y le da el balón al otro equipo, pero cuando el delantero del Evil, dispara a la portería lo frena con Tai Chi, logrando que el balón conserve y aumente en estado latente todo el poder que le había dado su oponente, Mui le pasa el balón a Sing que dispara a la portería con todas sus fuerzas agregando aún más potencia al balón, destrozando medio campo, la portería, al equipo Evil completo incluyendo y al portero que queda desnudo.
Siendo el único gol en el partido el Shaolin se proclama campeón. Las noticias de los periódicos posteriormente anuncian que Hung ha sido detenido y destituido al comprobarse el dopaje, Sing y Mui se casan y abren una academia de Kung Fu que masifica su aprendizaje. Finalmente la película termina con Sing paseando por la ciudad mientras observa que ahora todo el mundo sabe Kung fu y han aprendido a usarlo para facilitar su vida cotidiana.

## Reparto
| Actor          | Doblaje Español | Doblaje Latino      | Personaje                          |
| Stephen Chow   | Alberto Guerra  | Luis Daniel Ramírez | Sing "Pierna de Acero"             |
| Zhao Wei       | Danna Paola     | Xóchitl Ugarte      | Mui                                |
| Ng Man-tat     | Eduardo Yañez   | Humberto Vélez      | Fung "Pierna de Oro"               |
| Patrick Tse    | Sergio Sendel   | Alejandro Illescas  | Hung                               |
| Wong Kai Yue   |                 | Jaime Vega          | Primer Hermano "Cabeza de Acero"   |
| Mo Mei Lin     |                 | Roberto Mendiola    | Segundo Hermano "Pierna de Gancho" |
| Tin Kai-Man    |                 | Jorge Ornelas       | Tercer Hermano "Camisa de Acero"   |
| Chan Kwok-Kwan | Ramiro Fumazoni | Enzo Fortuny        | Cuarto Hermano "Mano Vacía"        |
| Lam Tze Chung  | Gabriel Soto    | Alan Prieto         | Sexto Hermano "Peso Ligero"        |
| Tsui Na        |                 | Norma Iturbe        | Sweetie (Jefa de Mui)              |
| He Wen Hui     |                 | Gabriel Ortiz       | Cantante Callejero                 |

- Datos: Q536299